# Пинете (Фиренца)
Пинете је насеље у Италији у округу Фиренца, региону Тоскана.
Према процени из 2011. у насељу је живело 235 становника. Насеље се налази на надморској висини од 68 м.